# Strană

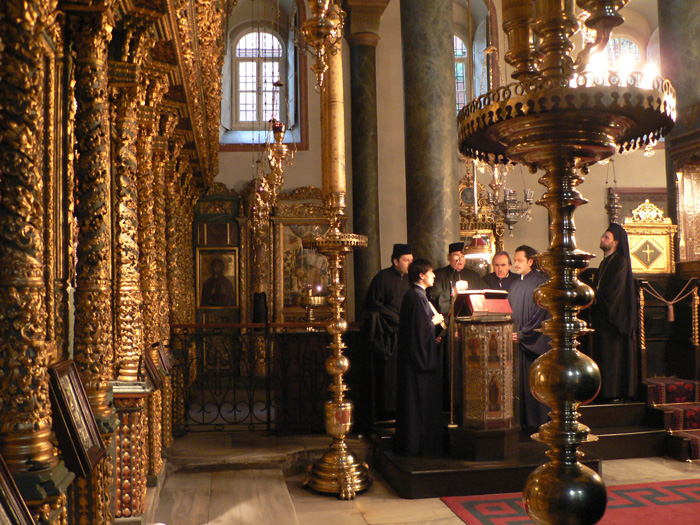
Strană din Biserica Sf. George, Partriarhatul Constantinopolului.

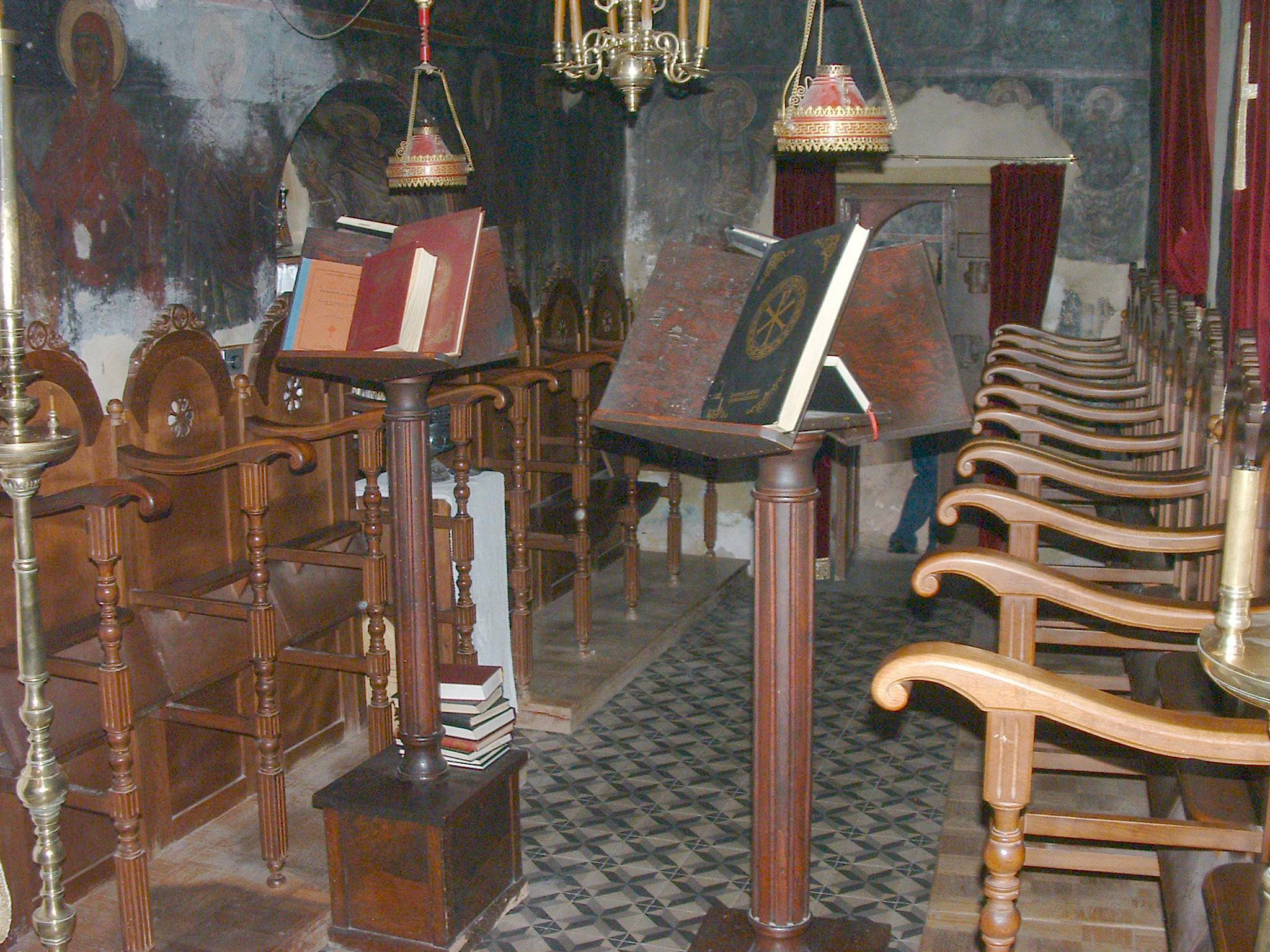
Strană cu loc pentru cărţi

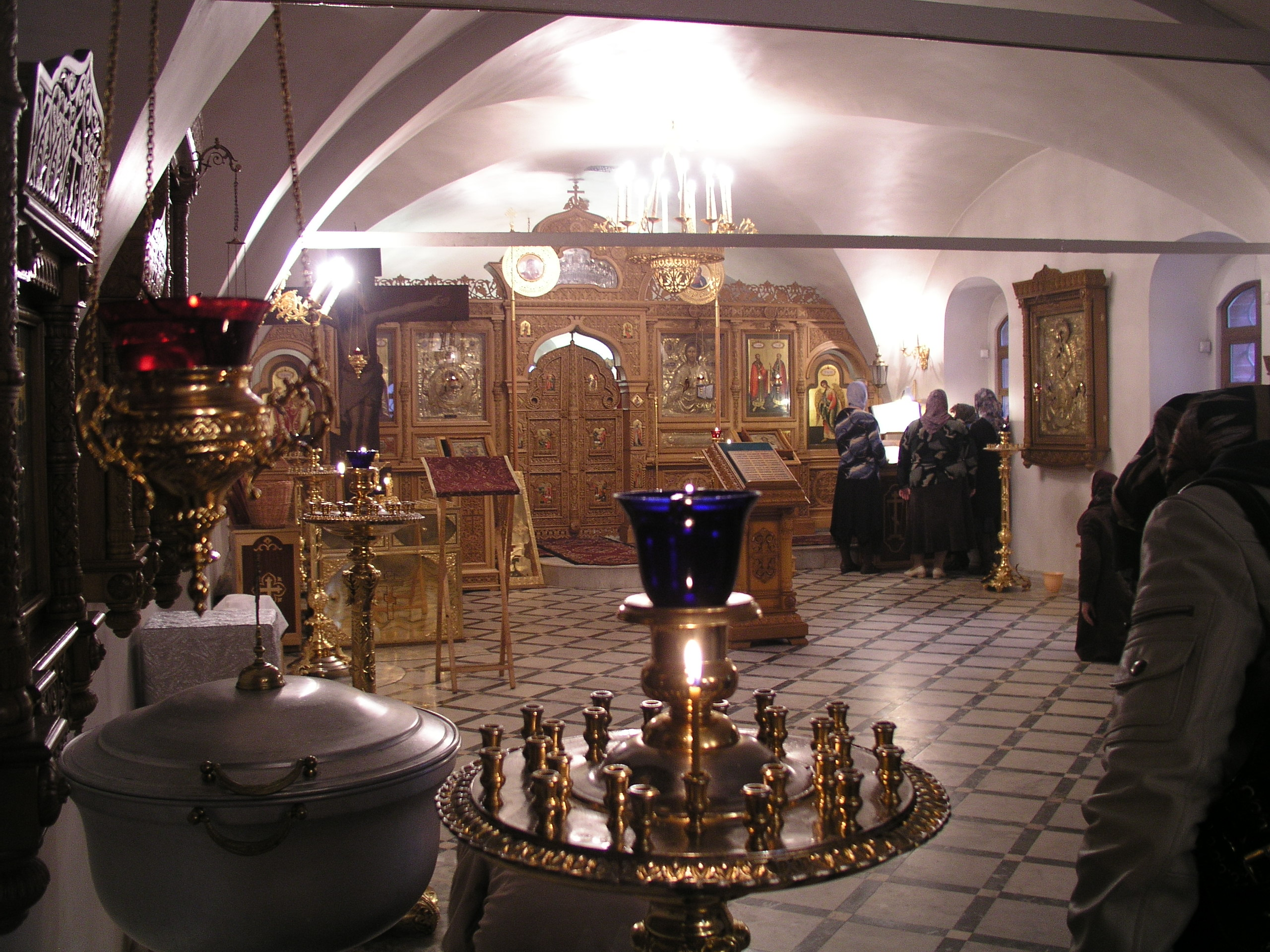
Strană din biserica Sf. Ion, Iaroslavl, Rusia

Strana (în greacă: κλήρος, plural κλήροι, "kliroi"; în slavonă: клиросъ, "kliros" sau uneori крилосъ,"krilos") este acea zonă din Biserică unde stă corul. Se referă atât la zona unde stau împreună cei care cântă la slujbă cât și la suportul de lemn pe care sunt așezate cărțile din care se citește în timpul slujbei (analogul).

## Etimologii
- Termenul grecesc κλήρος (kliros - cler) desemnează locul din biserică unde stă clerul atunci când nu slujește.
- Termenul românesc strană provine din slavonescul Страна, care înseamnă "margine", în context marginea bisericii, unde stau cântăreții și clerul care nu slujește.

## Istoric
De-a lungul istoriei, în catedrale, mănăstiri și așezăminte mai mari, cum sunt capelele aparținând seminariilor și parohiilor importante au fost construite strane pe ambele părți ale bisericii. ca urmare, au apărut două coruri care cântă antifonic, așa cum multe coruri din catedrale și mănăstiri din bisericile vestice cântă în prezent. Această practică era folosită în Catedrala imperială bizantină Sfânta Sofia din Constantinopol, a cărei practică liturgică a devenit standard pentru toate bisericile care au urmat tipicul bizantin.

## Practica actuală
Acest aranjament presupune existența unui număr de cântăreți de fiecare parte, împreună având un număr rezonabil și doi cântăreți foarte bine instruiți în conducerea slujbelor. Din păcate, cântăreți foarte bine instruiți sunt foarte rari în zilele noastre, iar majoritatea bisericilor au o singură strană, adesea în dreapta iconostasului. Totuși, unele catedrale patriarhale, comunități monahale mari, seminarii și locuri cu suficiente resurse și cântăreți continuă să folosească două strane. 
Parohiile ortodoxe care folosesc clădiri construite de alte culte creștine, folosesc adesea platforma de lângă ușile din dreapta pe post de strană.
În bisericile de tradiție greacă și în unele de tradiție rusă, cântăreții și cei care cântă în cor poartă adesea sutană. În tradiția armeană, atât bărbații cât și femeile de la strană poartă un stihar. 